# Leishmaniasis
Leishmaniasis eller orientböld är en sjukdom som orsakas av protozo-parasiter av genus Leishmania och sprids genom bettet från vissa typer av sandmygga. Sjukdomen kan presentera sig på tre olika huvudsätt: kutan (på huden) leishmaniasis, subkutan (under huden) leishmaniasis och visceral (inre organen) leishmaniasis. Den kutana formen ger sig uttryck genom bölder i huden, den subkutana ger upphov till bölder i hud, mun och näsa, medan den viscerala leder till feber, anemi, förstorad mjälte och lever.

## Orsak
Infektion hos människa orsakas av över 20 olika arter av Leishmania. Riskfaktorer innefattar bland annat: fattigdom, näringsbrist, skogsskövling och urbanisering. Alla tre typer av infektion kan diagnosticeras direkt genom att man letar efter parasiterna under mikroskop. Utöver det kan visceral infektion även diagnosticeras via blodprov.
Leishmaniasis kan i viss mån undvikas genom att sova under nät behandlade med insektsmedel. Andra preventiva åtgärden är bland annat användning av insektsmedel för att minska antalet sandmyggor och tidig behandling av sjukdomen för att förhindra ytterligare spridning. Vilken behandling som används beror av var sjukdomen uppstod, typ av Leishmaniaparasit och typ av infektion.

## Utbredning
Kring 12 miljoner individer var år 2014 nuläget drabbade i 98 länder. Det förekommer kring 2 miljoner nya fall och mellan 20 000 till 50 000 dödsfall årligen. Kring 200 miljoner människor i Asien, Afrika, Syd- och Centralamerika samt i södra Europa lever i områden där sjukdomen är vanlig. Världshälsoorganisationen har fått tillgång till rabatt vad gäller vissa av medicinerna som används för att behandla sjukdomen. Sjukdomen kan även drabba ett antal djur, inklusive hund och gnagare.

## Epidemiologi
Sjukdomen förekommer främst i länder med tropiskt och subtropiskt klimat. Man känner till minst 13 olika sjukdomsframkallande arter av Leishmania.
Sjukdomarna indelas i tre olika typer: visceral (kala-azar), kutan (orientböld) och subkutan (espundia) leishmaniasis.